# Ollanta Humala
Ollanta Moisés Humala Tasso (sinh ngày 26 tháng 6 năm 1962) là một chính trị gia người Peru và là Tổng thống Peru thứ 94. Humala trước đây từng là một sĩ quan quân đội, ông từng thất bại trong cuộc bầu cử tổng thống năm 2006 nhưng sau đó đã chiến thắng trong vòng hai của cuộc bầu cử tổng thống năm 2011 với 51,5% số phiếu.. Người mà ông đã vượt qua trong cuộc bầu cử vòng hai là bà Keiko Fujimori.
Ông đã gia nhập Quân đội Peru năm 1982. Trong quân ngũ, ông đã được phong cấp bậc Trung tá; năm 1992 ông chiến đấu trong cuộc xung đột chống lại tổ chức Con đường Sáng (Sendero Luminoso, một nhóm du kích theo chủ nghĩa Mao) và ba năm sau ông tiếp tục tham gia Chiến tranh Cenepa chống Ecuador. Vào tháng 19 năm 2000, Humala đã lãnh đạo một cuộc nổi dậy vũ trang không thành công với 39 quân nhân tại thành phố miền nam Tacna nhằm chống lại tổng thống gốc Nhật Alberto Fujimori;
Năm 2005 ông thành lập Đảng Dân tộc Peru và đăng ký làm ứng cử viên trong cuộc bầu cử tổng thống năm 2006. Ông đã vượt qua vòng một của cuộc bầu cử được tổ chức vào ngày 9 tháng 4 năm 2006, với 30,62% số phiếu hợp lệ. Trong vòng hai của cuộc bầu cử, được tổ chức vào ngày 4 tháng 6 giữa ông và Alan García của Đảng Aprista Peru. Humala đã thất cử với 47,47% số phiếu hợp lệ trong khi đối thủ của ông đạt 52,62%. Sau khi thất cử, Humala vẫn là một nhân vật quan trọng trên chính trường Peru.
Năm 2011, Humala tham gia tranh cử, ông thể hiện mình là một lãnh đạo trung-tả mong muốn giúp sức để tạo ra một cơ cấu công bằng hơn trong việc phân phối các tài sản quốc gia quan trọng như tài nguyên thiên nhiên, duy trì đầu tư nước ngoài và tăng trưởng kinh tế trong nước trong khi cải thiện điều kiện sống của đa số cư dân trong nước mà vốn là những người nghèo khổ.

## Tiểu sử
Ollanta Humala là con trai của Isaac Humala, một luật sư người bản địa (người da đỏ) và là thành viên của Đảng Cộng sản Peru – Tổ quốc Đỏ, và cũng là lãnh đạo về ý thức hệ của phong trào dân tộc Peru. Mẹ của Ollanta là Elena Tasso. Ông là anh trai của Antauro Humala, người hiện đang ngồi tù trong một bản án 25 năm vì tội bắt cóc tống tiền 17 sĩ quan cảnh sát trong ba ngày và giết 4 người trong số họ (Peru là nước đã bãi bỏ án tử hình). Humala được sinh ra tại Peru và theo học ở trường Nhật-Peru La Union tại Lima. Ông bắt đầu theo nghiệp quân nhân vào năm 1982 khi gia nhập Trường Quân sự Chorrillos. Phu nhân của ông là bà Nadine Heredia.